# A Piano: The Collection
A Piano: The Collection è un box set della cantautrice statunitense Tori Amos, pubblicato nel 2006 e composto da classici, rarità, demo, B-sides e inediti.

## Tracce

### Disco A
Little Earthquakes Extended
1. Leather (Alternate Mix) – 3:12
2. Precious Things (Alternate Mix) – 4:30
3. Silent All These Years (Remastered) – 4:12
4. Upside Down (Remastered) – 4:22
5. Crucify (Unedited Single Version) – 4:27
6. Happy Phantom (Remastered) – 3:15
7. Me and a Gun (Remastered) – 3:43
8. Flying Dutchman (Alternate Mix) – 6:29
9. Girl (Remastered) – 4:08
10. Winter (Remastered) – 5:43
11. Take to the Sky (Russia) (Alternate Mix) – 4:18
12. Tear in Your Hand (Remastered) – 4:42
13. China (Remastered) – 4:59
14. Sweet Dreams (Remastered) – 3:28
15. Mother (Alternate Mix) – 7:01
16. Little Earthquakes (Remastered) – 6:54

### Disco B
Pink and Pele
1. Cornflake Girl (Remastered) – 5:06
2. Honey (Remastered) – 3:42
3. Take Me with You – 4:40
4. Baker Baker (Alternate Mix) – 3:25
5. The Waitress (Alternate Mix) – 3:07
6. Pretty Good Year (Remastered) – 3:20
7. God (Remastered) – 3:54
8. Cloud on My Tongue (Remastered) – 4:36
9. Past the Mission (Alternate Mix) – 4:06
10. Bells for Her (Remastered) – 5:17
11. Yes, Anastasia (Alternate Mix) – 9:21
12. Blood Roses (Remastered) – 3:55
13. Mr. Zebra (Remastered) – 1:05
14. Caught a Lite Sneeze (Alternate Mix) – 4:24
15. Professional Widow (Merry Widow Version – Live) (Remastered) – 4:03
16. Beauty Queen/Horses (Remastered) – 5:56
17. Father Lucifer (Remastered) – 3:40
18. Marianne (Remastered) – 4:09

### Disco C
Pele, Venus and Tales
1. Walk to Dublin (Sucker Reprise) – 5:25
2. Hey Jupiter (Dakota Version) (Remastered) – 6:03
3. Professional Widow (Armand's Star Trunk Funkin' Mix) (Remastered) – 3:47
4. Putting the Damage On (Remastered) – 5:07
5. Bliss (Remixed Version) – 3:41
6. Suede (Remastered) – 4:58
7. Glory of the 80’s (Remastered) – 4:05
8. 1000 Oceans (Remastered) – 4:18
9. Concertina (Single Remix Version) – 3:57
10. Lust (Remastered) – 3:51
11. Datura (Remastered) – 8:26
12. Sugar (Live from Soundcheck) (Remastered) – 5:10
13. The Waitress (Live) (Remastered) – 9:49
14. Snow Cherries from France (Remastered) – 2:55
15. Doughnut Song (Remixed Version) – 4:21

### Disco D
Choirgirl, Scarlet, Beekeeper
1. A Sorta Fairytale (Remastered) – 5:30
2. Not David Bowie – 3:55
3. Amber Waves (Remastered) – 3:40
4. Iieee (Remixed Version) – 4:09
5. Playboy Mommy (Remixed Version) – 4:07
6. The Beekeeper (Remastered) – 6:51
7. Jackie's Strength (Remixed Version) – 4:26
8. Zero Point – 8:55
9. Sweet the Sting (Remastered) – 4:17
10. Ode to My Clothes – 2:04
11. Spark (Remastered) – 4:14
12. Intro Jam and Marys of the Sea – 8:55
13. Cruel (Remixed Version) – 4:06
14. Dolphin Song – 5:53
15. Gold Dust (Remastered) – 5:53

### Disco E
Bonus B-Sides
1. The Pool (Remastered) – 2:52
2. Never Seen Blue (Remastered) – 3:38
3. Daisy Dead Petals (Remastered) – 3:03
4. Beulah Land (Remastered) – 2:57
5. Sugar (Remastered) – 4:27
6. Cooling (Remastered) – 4:39
7. Bachelorette (Remastered) – 3:34
8. Black Swan (Remastered) – 4:01
9. Mary (Tales Version) (Remastered) – 4:42
10. Peeping Tommi – 4:19
11. Toodles Mr. Jim (Remastered) – 2:49
12. Fire-Eater’s Wife / Beauty Queen (Demo) – 3:11
13. Playboy Mommy (Demo) – 1:34
14. A Sorta Fairytale (Demo) – 3:09
15. This Old Man (Remastered) – 1:44
16. Purple People (Live from Soundcheck) (Remastered) – 4:12
17. Here. In My Head (Remastered) – 3:52
18. Hungarian Wedding Song (Remastered) – 1:01
19. Merman (Remastered) – 3:46
20. Sister Janet (Remastered) – 4:00
21. Home on the Range (Cherokee Edition) (Remastered) – 5:22
22. Frog on My Toe (Remastered) – 3:42